# Danijela Stanojević-Majerić
Danijela Stanojević-Majerić (23. svibnja 1978., Zagreb) hrvatska je novinarka i spisateljica. 
Diplomirala je novinarstvo na Fakultetu političkih znanosti. Kao novinarka poznata je po radu na HTV-u (Dobro jutro, Hrvatska, Dan za danom, Drugi red partera, Drugi format) te po scenarističkom radu na emisijama za djecu i mlade Direkt i Mijenjam svijet- emisija kojoj je postavila formu i kreirala ime. Kako sama tvrdi: "Svi mi u život krećemo s idejom kako ćemo mijenjati svijet, a na kraju promijenimo sebe."[nedostaje izvor]
Napisala je prozni prvijenac Nauči psa trikovima. Baš za tu knjigu dobila je stipendiju UNESCO-a u Francuskoj da napiše sljedeću knjigu Kako ubiti svekrvu?. 2000. dobila je prvu nagradu FAK-a (Festivala A književnosti) za homoerotičnu priču.
Put u Francusku je odlučila financirati sama kako bi dokazala da umjetnici koji imaju svoj put čuvaju neovisnost i grade snagu u društvu, te tako pokrenula kampanju 500 komada do Francuske. Kampanja je proglašena najoriginalnijom kampanjom u posljednjih deset godina u Hrvatskoj.
2000. pokrenula je humanitarnu akciju Kvadrat za autiste gdje je osmislila medijsku kampanju za stvaranje prostora za djecu i osobe s autističnim poremećajem te se godinama zalagala za roditeljska prava.
Kao novinarka je i pionirka u blogu. Tako je 2001. pokrenula blog. Stranica je imala 5000 posjetitelja dnevno. Surađivala je s mnogim časopisima i dnevnim tiskovinama. Neki od časopisa su: Hrvatska glumišta, Start Nove generacije i Arkzin. U studentskim danima uređivala je kulturu u studentskom časopisu Puls. Također je imala i autorske emisije na Radio studentu. Zapamćena je kao angažirana studentica i po međunarodnoj konferenciji Drugačiji svijet je moguć, kao i po svojem radu, te interesu za novinarsku fotografiju.
Surađuje na mnogobrojnim kulturnim projektima, te s kulturnim ustanovama kako u Hrvatskoj tako i u Europi.